# Vina (Département)
Vina ist ein Département in Kamerun. Es hat eine Fläche von 17.196 km² und nach der Volkszählung von 2005 lebten dort 317.888 Einwohner. Die Hauptstadt ist Ngaoundéré.

## Geografie
Das Département liegt in der Region Adamaua, im mittleren Norden Kameruns. Es grenzt im Süden an Mbéré und Djérem, im Westen an Faro-et-Déo und in der Region Nord an Faro, sowie an Mayo-Rey im Norden und Osten.
Dabei wird ein Teil der Südgrenze durch den Djérem und den  Mbéré, ein Teil der Westgrenze durch den Faro und ein Teil der Nordostgrenze durch den Vina und seinem Nebenfluss Moltke sowie dem Benue gebildet.
Das Gebiet ist geohydrologisch ein besonderer Ort, da es sich an der Wasserscheide dreier großer Einzugsgebiete befindet. So liegt das Quellgebiet des Vina, der in das Tschadbecken fließt, in nordöstlicher Richtung, als auch im Süden das des „südlichen“ Vina, der in den Sanaga entwässert. Zudem hat im Norden der Benue, und Nordwesten der Faro seine Quellen, die in das Nigersystem abfließen.

## Politische Gliederung
Das Département ist in 8 Arrondissements, 5 ländliche und 3 städtische, aufgeteilt:
| Arrondissement   | Einwohner 2005 | Fläche in [km²] | Bevölkerungsdichte 2005 [Einwohner/km²] |
| ---------------- | -------------- | --------------- | --------------------------------------- |
| Belel            | 37.663         | 2030            | 19                                      |
| Martap           | 24.815         | 4628            | 5                                       |
| Mbe              | 17.478         | 1717            | 10                                      |
| Nganha           | 28.443         | 2078            | 14                                      |
| Ngaoundéré (I)   | 78.277         | 323,8           | 242                                     |
| Ngaoundéré (II)  | 84.959         | 257,1           | 331                                     |
| Ngaoundéré (III) | 17.527         | 237,6           | 74                                      |
| Nyambaka         | 28.726         | 5875            | 5                                       |
| Gesamt           | 317.888        | 17.196          | 18                                      |